# طلائیه (نفربر)
طلائیه نام یک نفربر زرهی شنی‌دار فوق سبک ساخت وزارت دفاع جمهوری اسلامی ایران است. این نفربر توسط صنایع شهید کلاهدوز یکی از شرکت های سازمان صنایع دفاع ساخته شده است.

## رونمایی
این نفربر در تاریخ ۳ مهرماه سال ۱۳۹۱ رونمایی شد.

## مشخصات فنی
به گفته احمد وحیدی وزیر دفاع ایران این خودرو با داشتن ویژگی‌هایی از جمله تحرک و چابکی، سادگی طرح و سهولت اپراتوری، قابلیت استقرار جنگ افزار و سیستم تعلیق مستقل برای هر چرخ، دریچه‌های تیربار در طرفین خودرو، سرعت و قدرت مناسب، می‌تواند در تحرک عملیاتی نیروهای مسلح ایران نقش مؤثری ایفا کند.
به گزارش منابع ایرانی، این نفربر از یک تیربار ۱۴/۵ میلیمتری در برجکی متحرک برخوردار است. ظرفیت این نفربر ۸ سرنشین است. این نفربر چرخ‌دار از چند پنجره برخوردار است و چند مدل سیستم مخابراتی بومی ایرانی بر آن نصب شده است. این خودروی زرهی، قابلیت حرکت هر چهار چرخ را دارد و وزن آن ۸ تا ۱۰ تن تخمین زده می شود. در یکی از مدل های جدید این نفربر که در اختیار نیروهای مرزبانی ایران قرار گرفته است، چند پنجره آتش در اطراف نفربر تعبیه شده و یک دوربین دید جلو نیز در این نمونه دیده می شود.
این خودرو کاربردهای غیرنظامی گسترده ای نیز دارد که از جمله این نفربر زرهی فوق سبک در امور غیرنظامی مانند به‌کارگیری در حوادث غیرمترقبه از جمله سیل، زلزله، برف سنگین، آتش سوزی جنگل‌ها، عملیات پاسداری و حفظ محیط زیست، فعالیت‌های زیست شناسی و حفاری چاه‌های نفت و گاز، آمبولانس و تجهیز یگان‌های پاسدار صلح کاربرد دارد.